# Đầu Godzilla
Đầu Godzilla là một thắng cảnh và điểm tham quan ở Kabukichō, Shinjuku, Tokyo, Nhật Bản. Có thể tiếp cận tác phẩm điêu khắc này từ Sân thượng Godzilla của Khách sạn Gracery Shinjuku ngay trên Tòa nhà Shinjuku Toho. Nó mô tả quái thú Godzilla, thỉnh thoảng có "đôi mắt sáng rực và hơi thở ra khói". Chiếc đầu nặng 80 tấn, dựa trên sự xuất hiện của Godzilla trong bộ phim Godzilla vs. Mothra (1992), được công bố vào năm 2015. Vị trí cái đầu này trên sân thượng của Khách sạn Gracery phù hợp với chiều cao 50 mét của Godzilla như đã thấy trong các bộ phim thời kỳ Shōwa thuộc dòng phim này.

## Bình phẩm
Ban biên tập tạp chí Time Out Tokyo đã đưa đầu Godzilla lọt vào danh sách "tác phẩm điêu khắc nghệ thuật công cộng xuất sắc nhất" năm 2019 của họ.